# Агенција за идентификациона документа, евиденцију и размену података Босне и Херцеговине
Агенција за идентификациона документа, евиденцију и размену података Босне и Херцеговине је управна организација у оквиру министарства цивилних послова, задужена за област идентификационих докумената, складиштење, персонализацију и транспорт докумената, те централно вођење евиденција и размјену података између надлежних органа у Босни и Херцеговини.
Основана на основу Закона о Агенцији за идентификациона документа, евиденцију и размјену података Босне и Херцеговине, који је изгласан у Представничком дому БиХ 4. јуна 2008. године, док је у Дому народа БиХ изгласан 17. јуна.
Седиште Агенције је у Бањалуци, а има регионалне центре у Сарајеву, Бихаћу, Мостару и Бијељини.

## Дирекција за имплементацију пројекта CIPS
Агенција за идентификациона документа, евиденцију и размену података Босне и Херцеговине је заменила дотадашњу Дирекцију за имплементацију пројекта CIPS (Citizen Identification Protection System).
Основни задатак Дирекције CIPS био је имплементација CIPS пројекта, односно успостава дијела система којим би се провео део Закона о централној евиденцији и размјени података.
Дирекција је основана као привремено тијело и било је планирано да након завршетка имплементације CIPS пројекта престане са радом. Међутим, својим активностима од 2002. године, међутим кроз различите одлуке Вијећа министара, Дирекција CIPS је прерасла своју првобитну намјену, провела је много више пројеката него што је то било првобитно предвиђено и одржавала је велики систем.

## Надлежност
Агенција обавља сљедеће послове, сходно закону:
- предлаже и спроводи стратегију и политику развоја у Босни и Херцеговини у области идентификационих докумената, а према ICAO 9303 стандарду и другим релевантним стандардима
- врши набавку, складиштење, персонализацију, контролу квалитета и транспорт идентификационих докумената за потребе надлежних органа Босне и Херцеговине
- технички дизајнира и формира евиденције дефинисане овим законом
- одржава и управља базама података у које се похрањују подаци из евиденција које су дефинисане овим законом и информационих система, путем којих се приступа наведеним евиденцијама
- обезбеђује адекватну инфраструктуру, посебне услова за рад и заштиту података, те друге техничке предуслове за несметано функционисање база података које су у њеној надлежности и база података које су у надлежности других министарстава, институција и органа на њихов захтев и у складу са законом
- издаје податке о евиденцијама и из евиденција овлашћеним институцијама и правним лицима
- пројектује, развија и одржава софтверска решења потребна за вођење евиденција у надлежности Агенције интерним ресурсима, сарадњом са изворним органима, или ангажманом компанија
- развија, одржава и унапређује телекомуникационе мреже за пренос података за потребе Агенције, те других органа јавне безбедности у складу са Законом о телекомуникацијама, а како би се омогућила ефикасна размјена података из регистара дефинисаних овим законом
- утврђује стандарде за опрему коју ће надлежни, пријемни и изворни органи набављати и користити у процесу обраде и размене података у складу са овим законом
- утврђује стадарде, што је неопходно на локацијама са којих се врши приступ систему централне евиденције и размене података како би се постигла безбедност и заштита података и система
- спроводи управне поступке који се тичу делокруга Агенције у складу са важећим законскимм прописима.
- за персонализацију и техничку обраду сљедећих идентификационих докумената: личних карата, личних карата за странце, возачких дозвола, путних исправа, докумената за регистрацију возила, других идентификационих докумената уз сагласност надлежних органа и посебну одлуку Савјета министара
- води евиденцију:
  - јединствених матичних бројева (ЈМБ)
  - пребивалишта и боравишта држављана Босне и Херцеговине
  - личних карата држављана Босне и Херцеговине
  - грађанских, службених и дипломатских пасоша
  - возачких дозвола
  - регистрације моторних возила и докумената за регистрацију
  - личних карата за стране држављане
  - новчаних казни и прекршајну евиденцију
  - друге евиденције за које постоји сагласност изворних органа, а уз посебну одлуку Савјета министара